# 尹德榮
尹德榮（：／ Yun Deok-yeong，1873年12月27日—1940年10月18日），朝鮮王朝末期、大韓帝國及朝鮮日治時期政治家。他是朝鲜純宗之舅海豐府院君尹澤榮之兄。

## 生涯
光緒20年（1894年）科舉文科丙科合格後，歷任京畿道及黄海道觀察使、鐵道院副總裁。姪女純貞孝皇后被冊封為皇后後，他於隆熙2年（1908年）被任命為侍從院卿。隆熙3年（1909年），伊藤博文在哈爾濱被安重根暗殺，他與李完用等人在奬忠壇為伊藤博文舉行追悼式。
隆熙4年（1910年）日韓合併條约缔結之際，他與尹澤榮、閔丙奭等人一起恐嚇高宗和純宗，脅迫純宗退位。純貞孝皇后不願意看到韓國滅亡，便將玉璽藏在自己的裙子之下，但他威脅皇后，並奪走了玉璽。由於這個功績，他於1910年10月16日被封朝鮮貴族子爵。他也因此被韓國人列為庚戌國賊之一。
此後，他出任李王職贊侍、掌侍司長、朝鮮總督府中樞院顧問、經学院大提学、王公族審議官、貴族院議員，晩年任中樞院副院長。
死後子爵由長孫尹強老世襲。

## 家庭
| 稱呼       | 姓名     | 生卒年     | 職位     | 備註                                       |
| ---------- | -------- | ---------- | -------- | ------------------------------------------ |
| 妻         | 安東金氏 | 1872－1950 | 貞敬夫人 | 進士金準根與恩津宋氏之女                   |
| 長子       | 尹正燮   | 1892－1929 |          |                                            |
| 長媳       | 驪興閔氏 | 1892－1911 | 淑夫人   | 閔泳敦次女，尹正燮元配                     |
| 長媳       | 礪山宋氏 | 1898－1965 | 淑夫人   | 宋鍾燁與安東權氏之女，尹正燮繼配           |
| （養）長孫 | 尹強老   | 1919－1965 |          | 生父尹弘燮，尹澤榮孫                       |
| 長孫媳     | 李金柱   | 1925－1968 |          | 全州李氏，完順君李載完曾孫女、閔泳煥外孫女 |
| 長曾孫     | 尹光鎮   | 1954－     |          |                                            |
| 次子       | 尹同燮   | 1899－1943 |          |                                            |
| 長女       | 尹珹燮   | 1903－？   |          | 夫金德顯（安東金氏）                       |

## 死後之評價
2002年發表的親日派708人名錄中，他也是其中一人。
2007年，親日反民族行為者財產調查委員會把他名下所有土地充公。

## 外部連結
- 尹德榮 （页面存档备份，存于）

| 議會席位       | 議會席位                                  | 議會席位      |
| -------------- | ----------------------------------------- | ------------- |
| 前任： 閔丙奭  | 朝鮮總督府中樞院副議長 1940年             | 繼任： 李軫鎬 |
| 貴族爵位和頭銜 |                                           |               |
| 新頭銜         | 尹（德榮）子爵家 （第1代） 1910年－1940年 | 繼任： 尹强老 |